# Epistolario de Miguel Miramón y Concepción Lombardo
El Epistolario de Miguel Miramón y Concepción Lombardo es un conjunto de misivas que abarca el periodo de los años de 1832 a 1867 entre el general Miguel Miramón y su esposa Concepción Lombardo.
Aparte de los intercambios sentimentales entre ambos, este Epistolario es una fuente rica en información sobre la cotidianidad en México durante el siglo XIX. Adicionalmente, pinta una imagen sobre la vida del general y sirve como un documento esencial histórico sobre los logros de Miguel Miramón y Concepción Lombardo. 
Un ejemplo se puede ver en esta carta de Miramón a su esposa: 

[...] Trece dias llevo de haber ocu/pado esta Plaza [de San Luis Potosí] y hasta hoy he tenido el placer de ver las letras, creme vida mia que he pasa/do muy amargos ratos y que cuando todos ó los mas envidian mi pericia yo me hastío y fastidio por lo que padesco ya por falta de tus cartas [...]. Te suplico me escribas pues de lo contrario no es vida la que llevo. Saves que te adora tu, Miguel.

También enmarcan sucesos históricos como la invasión francesa y su efecto en la vida personal del general:

[...] La invasión francesa nos obliga á separarnos Hoy 24 de marzo de 1863 [...] que Dios nos permita volvernos á unir para gozar de las delicias de la vida [...].

Los años del reinado de Maximiliano I de México y Carlota Amelia, Miramón fue diplomático en varios países europeos, y estos están descritos en el mismo epistolario. Asimismo, destaca la última carta enviada a Concepción, antes de ser ejecutado en Querétaro por decreto de Benito Juárez en 1867: 

[...] Ruegote tengas resignación te cuides para la educación y colocación de los ni/ños para que quites a Miguel toda idea de venganza y que pienses algunas veces en quien tanto te ha hecho sufrir pero que mucho te a amado [...]

Concepción de Lombardo escribió en sus Memorias fragmentos de las cartas de su esposo, las cuales le permitieron describir extensamente los eventos que provocaron la caída del Segundo Imperio.